# Encyclia huertae
Encyclia huertae är en orkidéart som beskrevs av Soto Arenas och Rolando Jiménez Machorro. Encyclia huertae ingår i släktet Encyclia och familjen orkidéer. Inga underarter finns listade i Catalogue of Life.